# Julia Levy (microbiologiste)
Pour les articles homonymes, voir Julia Levy et Levy.
Julia Levy, née à Singapour le 15 mai 1934, est une microbiologiste et immunologue canadienne. Elle est l’une des découvreurs des médicaments photo-dynamiques anti-cancéreux, ainsi que de médicaments pour l’ophtalmologie et cofondatrice de la société QLT Incorporated.

## Distinctions
Officier de l'ordre du Canada (2001).

## Source
- Profil de Julia Levy sur science.ca